# Wereldtentoonstelling van 1879
De Sydney International Exhibition in 1879 was de eerste wereldtentoonstelling op het zuidelijk halfrond.
Nadat de koloniën Victoria en New South Wales zelfbestuur kregen in de jaren vijftig van de negentiende eeuw volgde een economische bloeiperiode. Deze voorspoed was vooral te danken aan de vondst en exploitatie van grote goudreserves. Na twintig jaar kwamen ook voorstellen voor een wereldtentoonstelling naar Europees voorbeeld om ook de Australische handel en industrie op het wereldtoneel te presenteren. Hierbij moest ook aandacht zijn voor wetenschap, onderwijs en kunst. In 1879 diende Melbourne een plan in bij het parlement. Sydney wilde als oudste van de twee steden Melbourne te snel af zijn en organiseerde in recordtijd een wereldtentoonstelling.
De Sydney International Exhibition opende al in de herfst van 1879 de poorten maar was niet echt universeel zodat het Bureau International des Expositions deze nimmer heeft erkend. Melbourne besloot om haar wereldtentoonstelling zo kort mogelijk op die van Sydney te laten volgen. Hiermee zouden de exposanten hun materiaal in de winter van 1880 kunnen vervoeren, waarmee voorkomen zou worden dat ze Australië zouden verlaten en misschien helemaal niet meer uit Amerika en Europa zouden terugkeren naar Australië.
Na de tentoonstellingen werden diverse tentoongestelde voorwerpen geselecteerd voor een permanente tentoonstelling in het Garden Palace. Dit brandde echter in 1882 af en de overgebleven voorwerpen zijn thans te zien in het powerhouse museum in Sydney.